# Михал Жевлаков
Михал Жевлаков (на полски: Michał Żewłakow) е полски футболист, защитник. Той е рекордьор по изиграни мачове за полския национален отбор.

## Биография
Роден е на 22 април 1976 година вър Варшава. Пробива в първия тим на Полония Варшава през сезон 1996/97. След няколко сезона е привлечен в Андерлехт. Там играе 4-ри сезона успявайки да спечели 2 титли. През лятото на 2006 година преминава в гръцкия отбор Олимпиакос като свободен трансфер. . След убедителни игри се налага в отбора и става капитан.
През 2010 година преминава в търския отбор Анкарагюджу. От 2011 година е футболист на Легия Варшава.
Има брат-близнак Марчин, който също е професионален футболист.

## Успехи
Андерлехт:
- Белгийски шампионат: 2003-04, 2005-06

Олимпиакос:
- Гръцка суперлига: 2006–07, 2007–08, 2008–09
- Купа на Гърция: 2007–08, 2008–09

Легия Варшава:
- Екстракласа: 2012-13
- Полското първенство: 2011-12, 2012-13